# LGBT+ au Cambodge

## Marche des fiertés
La première marche des fiertés du Cambodge a eu lieu en 2003 dans la capitale, Phnom Penh. C'est depuis un événement annuel qui célèbre la diversité. Au départ sujet tabou, l'homosexualité fait l'objet d'une acceptation grandissante dans la population cambodgienne. En 2006, près de 400 Cambodgiens des communautés gay et lesbienne ont participé à la marche.

## Culture
En 2009, Phoan Phoung Bopha crée Who Am I?, un film explorant l'identité lesbienne et la lesbophobie.

## Conditions de vie

### Droits
Certains droits des personnes LGBT sont assurés par la loi au Cambodge, où l'homosexualité est légale. Le roi Norodom Sihanouk a soutenu le mariage entre personnes de même sexe en 2004, bien qu'aucune nouvelle loi n'en soit sortie. Il n'y a plus de nos jours de délai pour la majorité sexuelle dans la loi criminelle.

## Tourisme
En février 2011, le ministère du Tourisme a bien accueilli le lancement par un groupe d'entrepreneurs gays d'une campagne de promotion à l'adresse des touristes gays et lesbiennes, appelée Adore Cambodia! - Le Cambodge, J'adore !. « Nous n'avons pas de politique de discrimination basée sur l'orientation sexuelle, et les origines nationales ou religieuses. Nous encourageons cette campagne de promotion » a dit So Sokvuthy de ce ministère.